# Font de l'Estany
La Font de l'Estany és una obra de Guissona (Segarra) protegida com a bé cultural d'interès local.

## Descripció
Espai urbanitzat amb un parc infantil i una zona de pícnic, on trobem una font on afloren les aigües subterrànies. La font, pròpiament dita, consta d'una gran pedra d'un 2 m. d'amplada per 70 cm d'alçada. A la part central de la font apareixen tres cares d'animals fantàstics amb grans boques, a través de les quals brolla l'aigua. Actualment només hi ha un brollador de ferro a la boca de la cara central i les altres dues funcionen com a elements decoratius. Els laterals estan decorats amb unes sanefes amb relleus amb motius florals. La pica de la font també és de pedra i no presenta cap particularitat especial.

## Història
Aquesta font està documentada des del 1222 i pertanyia al terme de Fluvià. El 1609 es netejà, en un primer intent de recuperació. El 1816 s'amplia el pou, s'esculpeixen els brolladors i es construeix la piràmide decorativa del darere. La darrera intervenció, ja al segle xxi, ha habilitat l'espai com a zona d'esbarjo.